# 時代力量黨主席
時代力量黨主席，為中華民國政黨時代力量的政党领袖，現任黨主席為前立法委員王婉諭。最初時代力量採取集體領導的決策制度，建立扁平化的政黨組織。由黨員選出7位成員組成主席團，主席團在定期會議上互相推舉執行黨主席，該制度共運作兩屆。依據時代力量中央黨部官網顯示，第1任黨主席為林昶佐。
2019年1月，為了符合《政黨法》的法人化規定，時代力量完成修正章程及組織等事項，廢除原本的主席團、政策委員會制度，並新增黨代表制。現行時代力量的領導核心是由黨員透過網際網路選舉，直接線上投票選出15位任期2年的「決策委員」，並由中央黨部設立監選團監督。這批決策委員會組成綜理政黨事務的「決策委員會」，由決策委員會共同推選出一位黨主席。
2025年1月5日，時代力量第三屆黨員代表第5次會議經由黨主席王婉諭提案，全體決策委員連署，通過黨章修正案，共計修正、增訂、刪除黨章28條。包含未來黨主席將由黨員直選，決策委員、紀律委員將由黨員代表投票選出。增訂黨員代表大會解散決策委員會、罷免黨主席的相關規定，並於黨章明定主席、決策委員會職權。

## 歷任黨主席
|                                                                                     |      |                    |               |        |                |                |                                     | |
| 任次                                                                                | 屆次 | 當選方式           | 肖像          | 姓名   | 任職期間       | 任職期間       | 去職原因                            | 備註 |
| 任次                                                                                | 屆次 | 當選方式           | 肖像          | 姓名   | 上任時間       | 卸任時間       | 去職原因                            | 備註 |
| 1                                                                                   | 1    | 間接選舉           |               | 林昶佐 | 2015年1月25日  | 2015年7月2日   | 任務結束                            | - 建黨元老，建黨工程隊總隊長 - 時代力量中央黨部認定為第一任黨主席 - 國立臺北大學企業管理學系畢業，重金屬搖滾樂團「閃靈」主唱 - 中華民國第九屆立法委員 - 2019年8月宣布退黨，2023年11月加入民主進步黨                                                                                               |
| 2                                                                                   | 1    | 間接選舉           |               | 黃國昌 | 2015年7月2日   | 2017年3月1日   | 任期屆滿                            | - 時代力量中央黨部認定為第二任黨主席，改稱執行黨主席後為正式的第一任黨主席。先出任代理建黨工程隊總隊長，後出任執行黨主席 - 美國康乃爾大學法學博士，曾任律師、中央研究院法律所研究員、法學教授（專長民事訴訟法）等職 - 中華民國第九屆、第十一屆立法委員 - 2023年11月宣布退黨，並同時加入台灣民眾黨 |
| 2                                                                                   | 2    | 間接選舉           | 2017年3月1日  | 黃國昌 | 2019年2月28日  |                | 任期屆滿                            | - 時代力量中央黨部認定為第二任黨主席，改稱執行黨主席後為正式的第一任黨主席。先出任代理建黨工程隊總隊長，後出任執行黨主席 - 美國康乃爾大學法學博士，曾任律師、中央研究院法律所研究員、法學教授（專長民事訴訟法）等職 - 中華民國第九屆、第十一屆立法委員 - 2023年11月宣布退黨，並同時加入台灣民眾黨 |
| 3                                                                                   | 3    | 間接選舉           |               | 邱顯智 | 2019年3月1日   | 2019年8月20日  | 自行辭職                            | - 第三任黨主席 - 德國海德堡大學法學碩士，人權律師、社會運動者 - 中華民國第十屆立法委員 |
| 4                                                                                   | 3    | 間接選舉           |               | 徐永明 | 2019年8月20日  | 2020年8月1日   | 因故停職                            | - 第四任黨主席 - 美國密西根大學政治學博士，東吳大學政治學系教授 - 中華民國第九屆立法委員 - 2020年8月涉嫌貪污案被停職，隨後退黨 |
| 代理                                                                                | 3    | 決策委員會決議     |               | 邱顯智 | 2020年8月1日   | 2020年8月5日   | 決策委員總辭                        | |
| 黨主席職位懸缺（2020年8月5日–29日），由時任立法院黨團總召邱顯智代表對外就黨務發言。 | 3    |                    |               |        |                |                |                                     | |
| 5                                                                                   | 3    | 間接選舉           |               | 高鈺婷 | 2020年8月29日  | 2020年11月17日 | 自行辭職                            | - 第五任黨主席 - 時代力量首位女性黨主席 - 黨主席任內兼任第五任秘書長 - 目前唯一兼任秘書長的黨主席 |
| 6                                                                                   | 3    | 間接選舉           |               | 陳椒華 | 2020年11月17日 | 2021年2月28日  | 任期屆滿                            | - 第六任黨主席 - 嘉南藥理大學食品科技系副教授，環保運動人士 - 中華民國第十屆立法委員 - 2025年5月10日宣布退黨 |
| 6                                                                                   | 4    | 間接選舉           | 2021年3月1日  | 陳椒華 | 2023年2月28日  |                | 任期屆滿                            | - 第六任黨主席 - 嘉南藥理大學食品科技系副教授，環保運動人士 - 中華民國第十屆立法委員 - 2025年5月10日宣布退黨 |
| 7                                                                                   | 5    | 間接選舉           |               | 王婉諭 | 2023年3月1日   | 2024年1月13日  | 決策委員總辭                        | - 第七任第五屆黨主席 - 中華民國第十屆立法委員 |
| 7                                                                                   | 5    | 決策委員會決議代理 | 2024年1月13日 | 王婉諭 | 2024年2月26日  | 代理結束       |                                     | - 第七任第五屆黨主席 - 中華民國第十屆立法委員 |
| 7                                                                                   | 5    | 間接選舉           | 2024年2月26日 | 王婉諭 | 2025年2月28日  | 任期屆滿       |                                     | - 第七任第五屆黨主席 - 中華民國第十屆立法委員 |
| 7                                                                                   | 6    | 黨員直選           | 2025年3月1日  | 王婉諭 | 現任           |                | - 第七任第六屆黨主席 - 首次黨員直選 | |

## 紀錄
1. 第2任黨主席黃國昌為時代力量至今唯一連任兩屆並做滿任期者。
2. 第5任黨主席高鈺婷為時代力量首位女性黨主席，就任、卸任時均35歲，亦為至今最年輕的黨主席、在任期間最短的黨主席。其在就任期間並出任中央黨部秘書長，是唯一一位兼任黨秘書長的黨主席。
3. 至今，已有林昶佐、徐永明、黃國昌、陳椒華四位曾任黨主席者公開退出時代力量。
4. 第6任黨主席陈椒华就任時61歲，是至今最年長的黨主席。
5. 第7任黨主席王婉諭諭為時代力量創黨以來首次由黨員直選黨主席。

### 歷任黨主席選舉
- 2015年時代力量黨主席選舉
- 2015年時代力量黨主席補選
- 2017年時代力量黨主席選舉
- 2019年時代力量黨主席選舉
- 2019年時代力量黨主席補選
- 2020年時代力量黨主席補選
- 2020年時代力量黨主席再補選
- 2021年時代力量黨主席選舉
- 2023年時代力量黨主席選舉
- 2024年時代力量黨主席補選
- 2025年時代力量黨主席選舉